# Prijevoj (glasovna promjena)
Prijevoj ili apofonija glasovna je promjena u kojoj se izmjenjuju ("previjaju") samoglasnici u osnovi srodnih riječi. Čest je u njemačkome jeziku – (tzv. ablaut), a nije rijedak i u engleskome jeziku, posebice kod tzv. nepravilnih glagola (sing – sang – sung).

## U hrvatskom jeziku
Ova se promjena beziznimno provodila u povijesnome razvoju hrvatskoga jezika, a danas se ta pravila dosljedno ne primjenjuju.
Neki primjeri:
- pomoći – pomagati
- taknuti – ticati
- lijegati – ležati – log
- dovesti – dovoziti – dovažati
- zovem – zvati – zov – zvanje
- teći – točiti – tjecati – pretakati – tok – tijek